# Settimio Battaglia
(Carlo Mannucci ne L’arte musicale a Roma. 1881, Cecchini, Roma)
Settimio Battaglia (Roma, 8 luglio 1815 – Roma, 2 marzo 1891) è stato un compositore, organista e direttore d'orchestra italiano.

## Biografia
Orfano di madre all'età di nove anni, fu collocato nell'ospizio apostolico di San Michele, dove si dedicò allo studio dell'organo e della composizione avendo come maestri Giuseppe Baini e Valentino Fioravanti. Nel 1836 ottenne il diploma di compositore e organista all'Accademia di Santa Cecilia e fu nominato Maestro di cappella in San Lorenzo in Damaso, dove rimase fino al 1855; divenne quindi organista e poi (1862) maestro di cappella della Basilica di Santa Maria Maggiore fino alla morte (1891).
Il rapporto di Battaglia con il mondo musicale latino-americano è documentato da varie fonti ed è da segnalare la sua attività  per il Collegio Pio Latino-Americano di Roma. Di notevole interesse sono le sue composizioni in ebraico per la Scuola israelitica siciliana di Roma. 

## Opere
Compositore di primo piano nel panorama della musica sacra italiana dell'Ottocento, di lui ci sono pervenute non meno di 300 composizioni, soprattutto sacre, prevalentemente conservate all'Archivio Liberiano e in molti altri archivi romani. 

## Principali eventi a cui partecipò come compositore
- 1847 - Gran festa notturna per l'erezione del monumento a Pio IX in Piazza del Popolo
- 1868 - Inaugurazione della Schola cantorum di San Salvatore in Lauro
- 1880 - Partecipazione al Grande saggio pubblico per l'inaugurazione del busto eretto in onore di Giovanni Pierluigi da Palestrina, principe della musica (Società musicale romana, Palazzo Pamphilj

Il suo stile musicale formatosi dalla conoscenza del contrappunto, era caratterizzato da fluidità melodica talvolta accogliendo le convenzioni della musica teatrale, secondo il gusto e la sensibilità dell'epoca.